# Ordine patriarcale della Santa Croce di Gerusalemme
L'Ordine patriarcale della Santa Croce di Gerusalemme è un ordine cavalleresco conferito per meriti caritatevoli e religiosi dal Patriarcato della Chiesa cattolica greco-melchita.
Promuove iniziative volte a far conoscere la realtà culturale e religiosa dell'Oriente cristiano e sostenere alcune opere sociali del patriarcato in Terra Santa.

## Diffusione dell'Ordine
L'Ordine, oltre che nel territorio del patriarcato è anche presente in Italia, Germania, Belgio, Francia, Stati Uniti e Canada.

## Simboli dell'Ordine
Simbolo dell'Ordine è una croce patente di blu (talvolta di rosso), bordata d'oro, caricata con le lettere greche maiuscole ΦΩС (= luce) in verticale e ΖΩΗ (= vita) in orizzontale, d'oro nel recto e con lo stemma dell'Ordine al centro nel verso.
Il nastro è di blu, bordato di bianco.
Tutti i membri dell'Ordine, durante le cerimonie, indossano una cappa-mantello, di colore bianco recante sul pettorale sinistro una croce potenziata di blu per gli uomini, blu con croce potenziata bianca per le donne.

## Scopo ed attività dell'Ordine
Scopo dell'Ordine è quello di "... diffondere la spiritualità, che prende spunto dalla S. Croce, doloroso e glorioso altare in cui Gesù Cristo ha offerto al Padre il suo sacrificio di salvezza universale."
L'Ordine, dunque, fa capo al patriarcato della Chiesa cattolica greco-melchita e riunisce persone che intendono approfondire la conoscenza della realtà cristiana orientale sotto l'aspetto culturale, artistico, religioso e della spiritualità.
Tra gli scopi principali vi è anche quello di sostenere alcune delle opere caritative e sociali greco-melchite in Terrasanta ed in modo particolare la scuola di Beith Sahour, presso Betlemme e di altre opere sociali, indicate dal patriarcato.

## Gerarchia dell'Ordine
- Gran maestro dell'Ordine è di diritto il patriarca di Antiochia dei melchiti, residente a Damasco in Siria, attualmente Youssef Absi, S.M.S.P.
- Gran priore dell'Ordine è Yasser Ayyash, arcivescovo-vicario patriarcale di Gerusalemme dei melchiti.
- Vice-gran priore  è l'archimandrita del patriarcato di Antiochia Chihade Abboud, rettore della basilica di Santa Maria in Cosmedin in Roma e apocrisario patriarcale (rappresentante ufficiale del patriarca) presso la Santa Sede.

### Per la lingua d'Italia
Luogotenente per la lingua d'Italia:  cav Adriano Picciau
Il 3 novembre 2006, in Damasco, il patriarca Gregorio III ha istituito la luogotenenza della lingua d'Italia (comprendente Italia, San Marino e Canton Ticino) e il 26 maggio 2012 aveva nominato il primo luogotenente per la lingua d'Italia nella persona del comm. Giuseppe Baggi. Ai sensi del "decreto patriarcale" del 21 gennaio 2023 il consiglio risulta composto, oltre che dal nuovo responsabile cav Adriano Picciau  dai seguenti membri:
- Priore: Archimandrita Chihade Abboud;
- Segretaria: Alessandra Marra
- Tesoriere nazionale: Amedeo Masala

Dal maggio 2009, in Italia l'OPSCG si è costituito in associazione ONLUS, regolarmente iscritto nell'albo ONLUS della regione Lombardia.

## Gradi delle onorificenze dell'Ordine

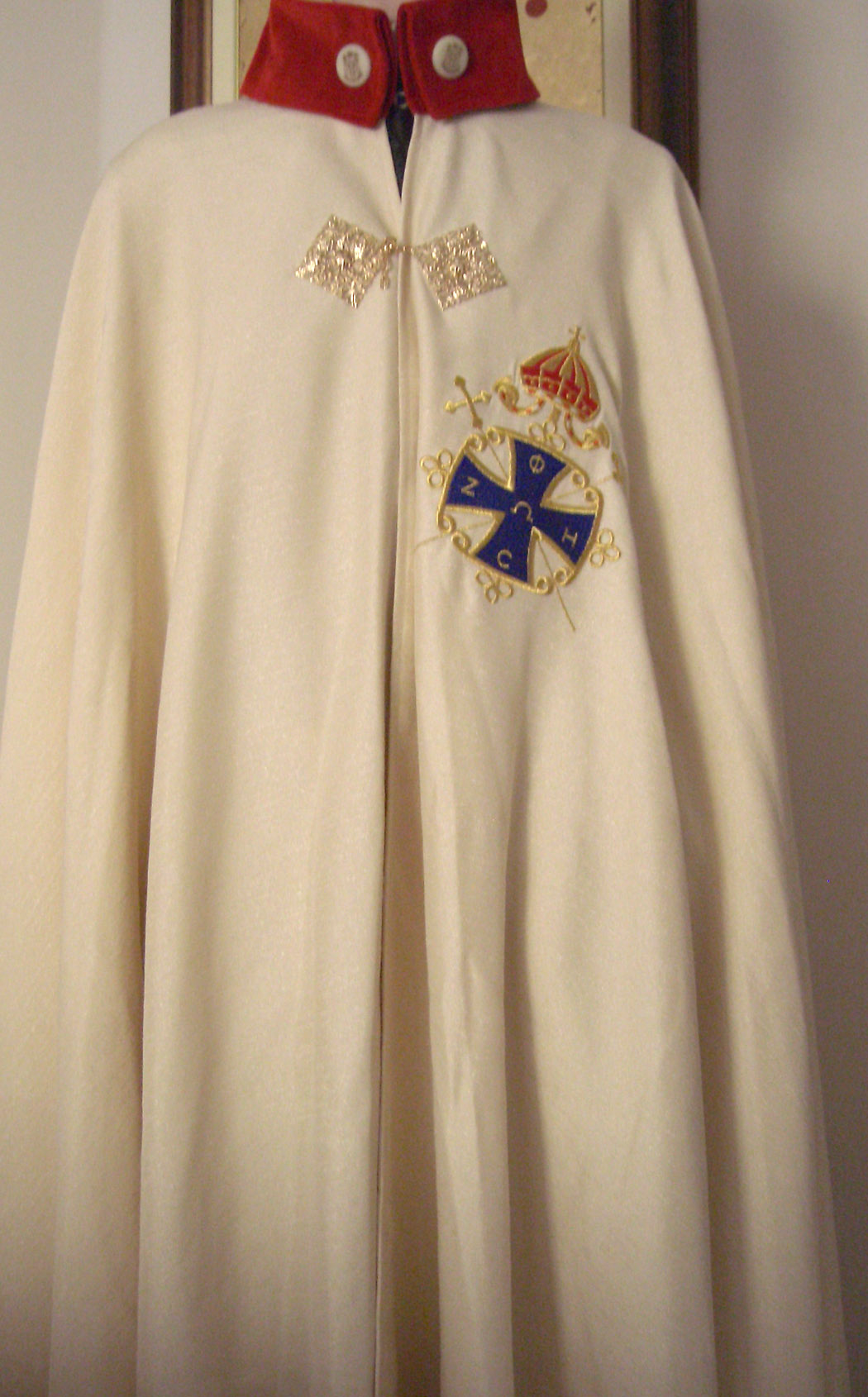
Il mantello ufficiale dei cavalieri italiani dell'Ordine patriarcale della Santa Croce di Gerusalemme

Coloro che chiedono di aderire all'Ordine devono seguire un cammino di preparazione spirituale e culturale circa l'Oriente cristiano.
I cavalieri e le dame dell'Ordine patriarcale della Santa Croce di Gerusalemme si sentono impegnati a sostenere anche le opere sociali presenti nei luoghi santi.
L'Ordine comprende i gradi di:
- cavaliere o dama di collare (conferito a diversi sovrani e capi di Stato);
- cavaliere cappellano:
  - cavaliere cappellano di gran croce di Gerusalemme;
  - cavaliere cappellano commendatore o di commenda di Gerusalemme;
  - cavaliere cappellano di Gerusalemme;
- cavaliere o dama:
  - cavaliere o dama di gran croce di Gerusalemme;
  - cavaliere o dama grand'ufficiale di Gerusalemme;
  - cavaliere o dama commendatore o di commenda di Gerusalemme;
  - cavaliere o dama di Gerusalemme;
- Scudiero o scudiera di Gerusalemme  (solo per il Canada).

## Decorazione
Tutti i membri dell'Ordine vengono ammessi inizialmente con il grado di cavaliere o dama. La croce di cavaliere ripete il simbolo dell'Ordine, con la differenza che la croce patente è smaltata in color rosso. Nel rovescio, inoltre, una piccola teca custodisce un frammento della roccia del Calvario: la reliquia è autenticata dal patriarca con l'apposizione del suo sigillo.

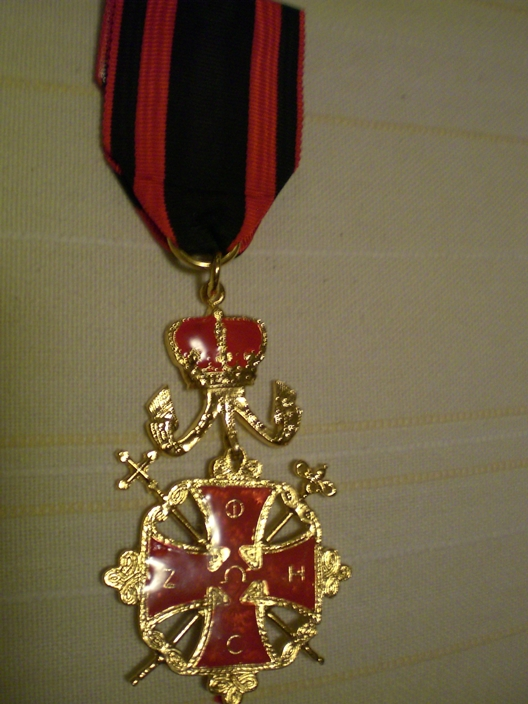
Fronte della decorazione da cavaliere
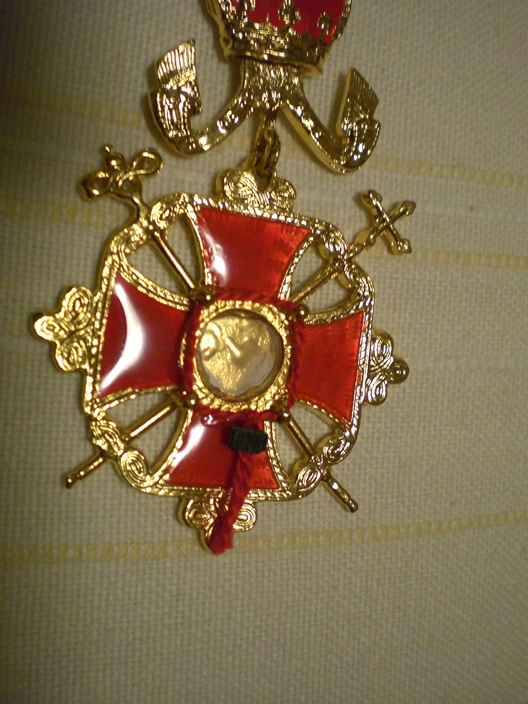
Particolare del rovescio: è visibile la teca contenente la reliquia, col sigillo del patriarca

## Riconoscimenti
- Il patriarca Maximos V Hakim aveva provveduto ad aggiornarne lo Statuto il 14 settembre 1979, richiamandosi al medievale Ordine della Santa Croce di Gerusalemme.

L'Ordine è stato riconosciuto ufficialmente da:
- Ministro degli Affari Esteri della Repubblica del Libano[1];
- Primo Ministro del Regno Hascemita di Giordania[2];